# Charles Francis Laseron
Pour les articles homonymes, voir Laseron.
Charles Francis Laseron, né le 6 décembre 1887 à Manitowoc et mort le 27 juin 1959 à Concord, est un explorateur, naturaliste et malacologiste australien.

## Biographie
Il participe à l'expédition antarctique australasienne (1911-1914) de Douglas Mawson.
Il s'engage dans la Première Force impériale australienne pour la Première Guerre mondiale et est blessé lors de la bataille des Dardanelles.

## Travaux
- An Autobiography, Sydney, 1904
- From Australia to the Dardanelles, 1916
- South with Mawson, 1947
- The Face of Australia, 1953
- Ancient Australia, 1954